# 董斌
董 斌（とう ひん、英語: Bin Dong、1988年11月22日 ‐ ）は、中国・湖南省長沙市出身の陸上競技選手。専門は三段跳。屋外で17m58（アジア歴代2位）、室内で17m41（室内アジア記録）の自己ベストを持つ。2016年リオデジャネイロオリンピックの銅メダリストである。

## 経歴
14歳の時に三段跳を始めた。
2010年、2月のテヘラン・アジア室内選手権 (en) 男子三段跳を大会新記録（当時）の16m73で制し、初のアジアタイトルを獲得した。
2011年、2月23日の中国室内選手権男子三段跳で17m01をマークし、2005年に顧俊傑が作った16m96の室内中国記録を塗り替えた。
2012年、自国開催となった2月19日の杭州アジア室内選手権 (en) 男子三段跳では、室内中国タイ記録（当時）および大会新記録の17m01で大会2連覇を飾った。
2013年、3月7日の中国室内グランプリ男子三段跳で17m16をマークし、1993年にOleg Sakirkinが作った17m09の室内アジア記録を塗り替えた。
2016年、2月29日の中国室内グランプリ男子三段跳で屋外の自己ベスト（17m38）を上回る17m41をマークし、自身の持つ室内アジア記録（17m16）を3年ぶりに更新した。今季室内世界最高記録保持者として臨んだ3月のポートランド世界室内選手権男子三段跳は17m33で優勝を飾り、中国史上3人目の世界室内選手権チャンピオンとなった。また、世界室内選手権男子三段跳では中国史上初のメダル獲得であり、シニア世界大会（オリンピック・世界選手権・世界室内選手権）の三段跳では中国史上初の金メダル獲得だった（女子も含め）。8月のリオデジャネイロオリンピック男子三段跳は予選を全体1位の17m10（-0.1）で通過すると、決勝では1回目の跳躍でアジア記録（17m59）に迫る17m58（-0.2）の自己ベストをマークし、幸先の良いスタートを切ったかに思われたが、2回目の跳躍で負傷したため3回目までしか跳躍することができなかった。それでも1回目の跳躍の17m58は、クリスチャン・テイラー（17m86）とウィル・クレイ（17m76）に次ぐ3位の記録となり、4位に45cmの大差をつけて銅メダルを獲得した。これはオリンピック三段跳で中国人が獲得した初のメダルであり（女子も含め）、男子フィールド種目では1984年ロサンゼルス大会走高跳で銅メダルを獲得した朱建華以来、中国史上2つ目のメダルとなった。
2017年、8月のロンドン世界選手権は怪我のため欠場した。

## 自己ベスト
- 記録欄の（　）内の数字は風速（m/s）で、+は追い風を意味する。

| 種目   | 記録         | 年月日        | 場所             | 備考           |
| 屋外   | 屋外         | 屋外          | 屋外             | 屋外           |
| ------ | ------------ | ------------- | ---------------- | -------------- |
| 三段跳 | 17m58 (-0.2) | 2016年8月16日 | リオデジャネイロ | アジア歴代2位  |
| 走幅跳 | 7m09 (-0.9)  | 2007年5月24日 | 鄭州             |                |
| 室内   |              |               |                  |                |
| 三段跳 | 17m41        | 2016年2月29日 | 南京             | 室内アジア記録 |

## 主要大会成績
- 備考欄の記録は当時のもの

| 年   | 大会                  | 場所             | 種目   | 結果 | 記録         | 備考                  |
| ---- | --------------------- | ---------------- | ------ | ---- | ------------ | --------------------- |
| 2006 | 世界ジュニア選手権    | 北京             | 三段跳 | 予選 | 15m60 (+0.1) |                       |
| 2009 | ユニバーシアード (en) | ベオグラード     | 三段跳 | 11位 | 16m26        |                       |
| 2010 | アジア室内選手権 (en) | テヘラン         | 三段跳 | 優勝 | 16m73        | 大会記録              |
| 2011 | アジア選手権          | 神戸             | 三段跳 | 5位  | 16m36 (+0.2) |                       |
| 2011 | ユニバーシアード (en) | 深圳             | 三段跳 | 8位  | 16m32        |                       |
| 2012 | アジア室内選手権 (en) | 杭州             | 三段跳 | 優勝 | 17m01        | 大会記録 室内中国記録 |
| 2012 | 世界室内選手権        | イスタンブール   | 三段跳 | 8位  | 16m75        |                       |
| 2012 | オリンピック          | ロンドン         | 三段跳 | 10位 | 16m75 (+0.3) |                       |
| 2013 | 世界選手権            | モスクワ         | 三段跳 | 9位  | 16m73 (-0.1) |                       |
| 2014 | 世界室内選手権        | ソポト           | 三段跳 | 予選 | DNS          |                       |
| 2014 | アジア大会            | 仁川             | 三段跳 | 2位  | 16m95 (+0.9) |                       |
| 2015 | アジア選手権          | 武漢             | 三段跳 | 4位  | 16m65 (+0.2) |                       |
| 2015 | 世界選手権            | 北京             | 三段跳 | 予選 | 16m44 (+0.4) |                       |
| 2016 | 世界室内選手権        | ポートランド     | 三段跳 | 優勝 | 17m33        |                       |
| 2016 | オリンピック          | リオデジャネイロ | 三段跳 | 3位  | 17m58 (-0.2) | 自己ベスト            |
| 2018 | 世界室内選手権        | バーミンガム     | 三段跳 | 8位  | 16m84        |                       |